# Хольцмахерин

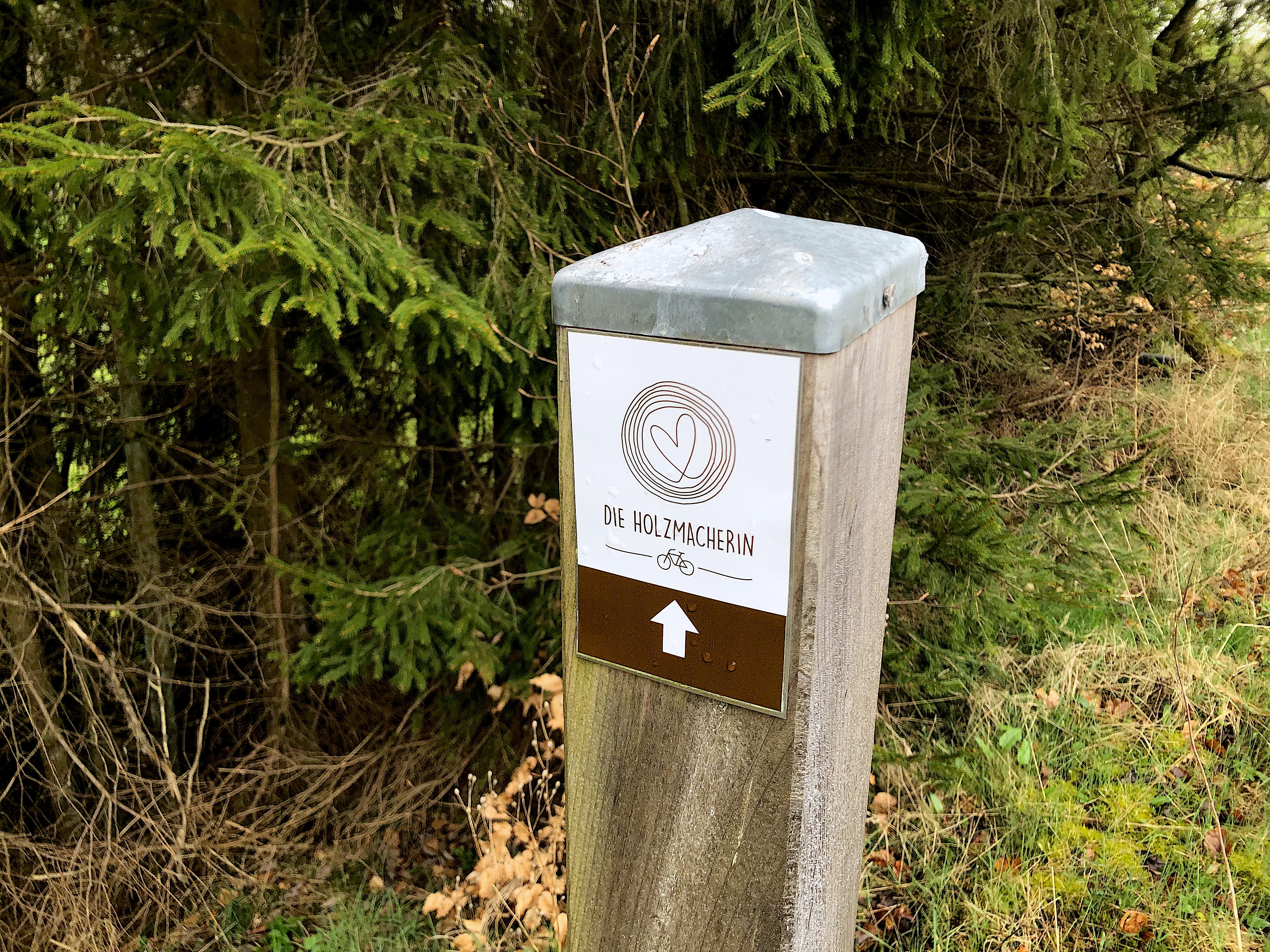
Маркировка маршрута в поселении Эльзофф

Хольцмахерин (нем. Holzmacherin) — маркированный туристский велосипедный маршрут по территории Виттгенштайнер-Ланд в Германии.

## Название
Маршрут назван в честь древесины (нем. Holz) — одного из основных природных богатств Виттгенштайнер-Ланд. На протяжении 80 км самостоятельного пути туристы любуются живописными горно-лесными пейзажами и знакомятся как с особенностями лесного хозяйства региона, так и с его деревообрабатывающей промышленностью, что отражено на установленных по маршруту информационных стендах.

## История
Программа создание тематического оздоровительно-познавательного маршрута берёт начало в 2019 году в связи с чрезвычайной климатической ситуацией, возникшей в регионе, когда потепление привело как к ураганам, уничтожающим лесные массивы, массовому появлению жуков короедов, распространившимся в связи с повышением зимних температур и уничтожающим еловые горные леса, а также с общим иссушением климата, когда горным лесам не хватает влаги и деревья сохнут на корню. Инициатором выступило местное объединение организаций, связанных с лесным хозяйством и охраной природы «Holz-Agenda der Stadt Bad Berleburg».
Несколько лет ушло на то, чтобы прийти к единому мнению о нитке маршрута, изготовить и установить информационные стенды и маркировочные знаки, оборудовать места отдыха с деревянными скульптурами, а в отдельных случаях улучшить дорожное покрытие. И, наконец, в апреле 2024 года для велотуристов был открыт первый участок маршрута, протяжённостью примерно 60 км. Спорсором является город Бад-Берлебург.

## Маршрут
Хольцмахерин начинается у туристского центра Бад-Берлебурга и идёт круговым маршрутом против часовой стрелки: Бад-Берлебург — Вемлигхаузен — Гиркхаузен — Вундертхаузен — Диденсхаузен — Эльзофф — Беддельхаузен — Шварценау — Арфельд — Зассенхаузен — Вайденхаузен — Ринте — Бергхаузен — Ауэ — Вингесхаузен — Бад-Берлебург.